# 히라타촌 (시가현)
히라타촌(平田村)은 시가현 가모군에 있던 촌이다. 현재의 히가시오미시 남서부에 해당한다.

## 역사
- 1889년 4월 1일 - 정촌제 시행에 의해 6촌의 구역을 가지고 성립하였다.
- 1954년 8월 15일 - 가모군 이치노베촌, 다마오촌, 간자키군, 요카이치정, 다케베촌, 미소노촌과 합병해 요카이치시가 성립하여, 동일 히라타촌은 폐지되었다.

## 교통

### 철도
- 오미철도
  - 요카이치선

### 도로
- 핫포 가도 (현 국도 제421호선)

## 참고문헌
- 角川日本地名大辞典 25 滋賀県